# Epipactis greuteri
Epipactis greuteri är en orkidéart som beskrevs av Helmut Baumann och Siegfried Künkele. Epipactis greuteri ingår i släktet knipprötter, och familjen orkidéer. IUCN kategoriserar arten globalt som starkt hotad. Inga underarter finns listade i Catalogue of Life.